# Tortula quitoensis
Tortula quitoensis là một loài Rêu trong họ Pottiaceae. Loài này được Taylor miêu tả khoa học đầu tiên năm 1847.